# مبنى زيمتوف (محافظة بولتافا)
مبنى زيمتوف بمحافظة بولتافا (بالإنجليزية: Poltava Governorate Zemstvo Building) هو مبنى إداري سابق ومعلم تذكاري معماري في بولتافا، أوكرانيا. تم بناؤه في الفترة من 1903 إلى 1908، وفقًا لتصميم المهندس المعماري فاسيل كريتشيفسكي. تم استخدام المبنى من قبل زيمتوف تحت حكم الإمبراطورية الروسية. يعد المبنى أول مثال على الطراز المعماري الأوكراني الحديث. في الوقت الحاضر، يضم المبنى متحف بولتافا للتراث المحلي.

## التاريخ
نتيجة لاجتماعات تطوير الحرف الشعبية في منطقة بولتافا، التي عقدت في 1902 وأوائل 1903، والتي حضرها العديد من الفنانين والمهندسين المعماريين مثل فاسيل كريتشيفسكي وآخرين، ظهرت فكرة أسلوب شعبي أوكراني جديد في الفن والعمارة.
لذلك، أقيمت مسابقتان لتصميم المبنى: الأولى في 6 يونيو، والثانية في 23 يونيو 1903. نظرت لجنة حكومية في 8 مشاريع، وفي النهاية وافقت اللجنة على تصميم كريتشيفسكي. إلا أن أساسات المبنى كانت قد وضعت بالفعل في ربيع 1903، لذا اضطر كريتشيفسكي إلى إعادة تصميم المشروع الذي كان قيد الإنشاء بالفعل.
كان المبنى بمثابة مبنى إداري ومتحف حتى 1920، عندما أصبح متحف البروليتاريا المركزي لمنطقة بولتافا في ظل الاتحاد السوفيتي. في الجبهة الشرقية للحرب العالمية الثانية، أحرق النازيون المبنى أثناء انسحابهم في 1943. خضع المبنى لإعادة الإعمار في الخمسينيات من القرن العشرين. لذا، فقد احتفظ المبنى بشكله عامة، ولكنه شهد تغييرات في أجزاء من السقف ولوحات القاعة الرئيسية.
المبنى قيد إعادة الإعمار منذ 2021.